# Olga Kharlan
Olha Hennadiivna Kharlan (tiếng Ukraina: Ольга Геннадіївна Харлан; sinh ngày 4 tháng 9 năm 1990), còn có tên là Olga Kharlan, là một vận động viên đấu kiếm thể loại kiếm chém người Ukraina. Cô đã vô địch thể loại kiếm chém thế giới cá nhân nữ năm lần và giành huy chương Olympic sáu lần. Cô đứng số 1 thế giới ở nội dung kiếm chém nữ trong 5 mùa giải: 2012-2013, 2013-2014, 2017-2018, 2019-2020 và 2020-2021. Năm 2024, Kharlan trở thành vận động viên Olympic người Ukraina được trao nhiều huy chương nhất.
Kharlan cũng là vận động viên vô địch nội dung kiếm chém đồng đội thế giới hai lần, vô địch châu Âu cá nhân sáu lần và vô địch châu Âu đồng đội hai lần. Sáu lần tham dự Thế vận hội, cô là nhà vô địch Olympic đồng đội năm 2008 và 2024, huy chương bạc Olympic đồng đội 2016 và huy chương đồng Olympic cá nhân ba lần. Kharlan đã thi đấu tại Thế vận hội Bắc Kinh 2008, Thế vận hội London 2012, Thế vận hội Rio de Janeiro 2016, Thế vận hội Tokyo 2020 và Thế vận hội Paris 2024.
Kharlan đã được giới thiệu vào đại sảnh danh vọng của Liên đoàn Đấu kiếm Quốc tế (Fédération Internationale d'Escrime; FIE). Cô cũng theo đuổi sự nghiệp chính trị trong một thời gian ngắn.

## Đời tư

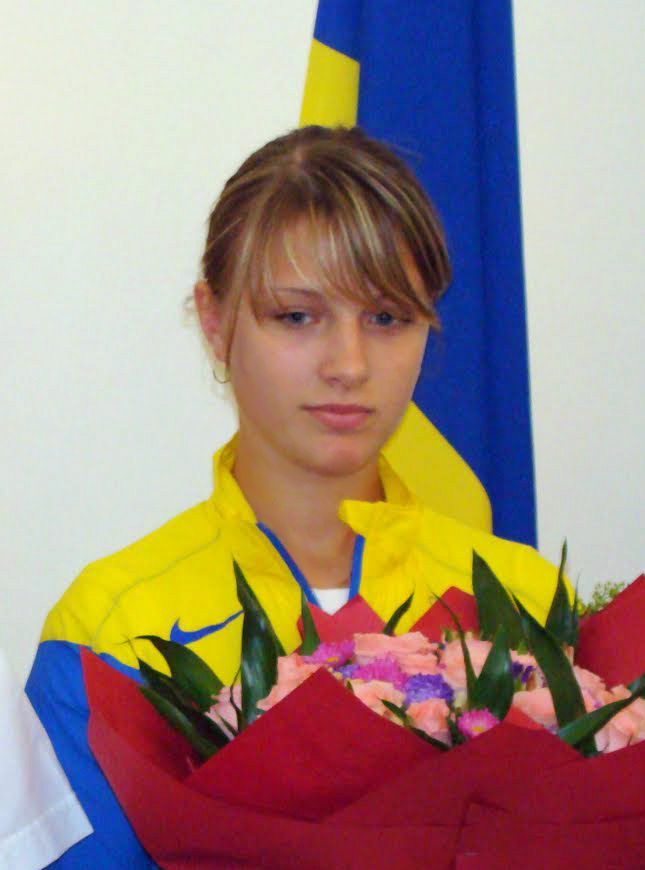
Kharlan năm 2008

Kharlan sinh ra ở Mykolaiv, Ukraina. Cha cô là huấn luyện viên chèo thuyền và bơi lội, ông đã dạy cô bơi từ khi cô còn nhỏ. Ông cũng làm công nhân xây dựng và tài xế taxi ngoài giờ. Mẹ cô làm họa sĩ và thợ thạch cao.

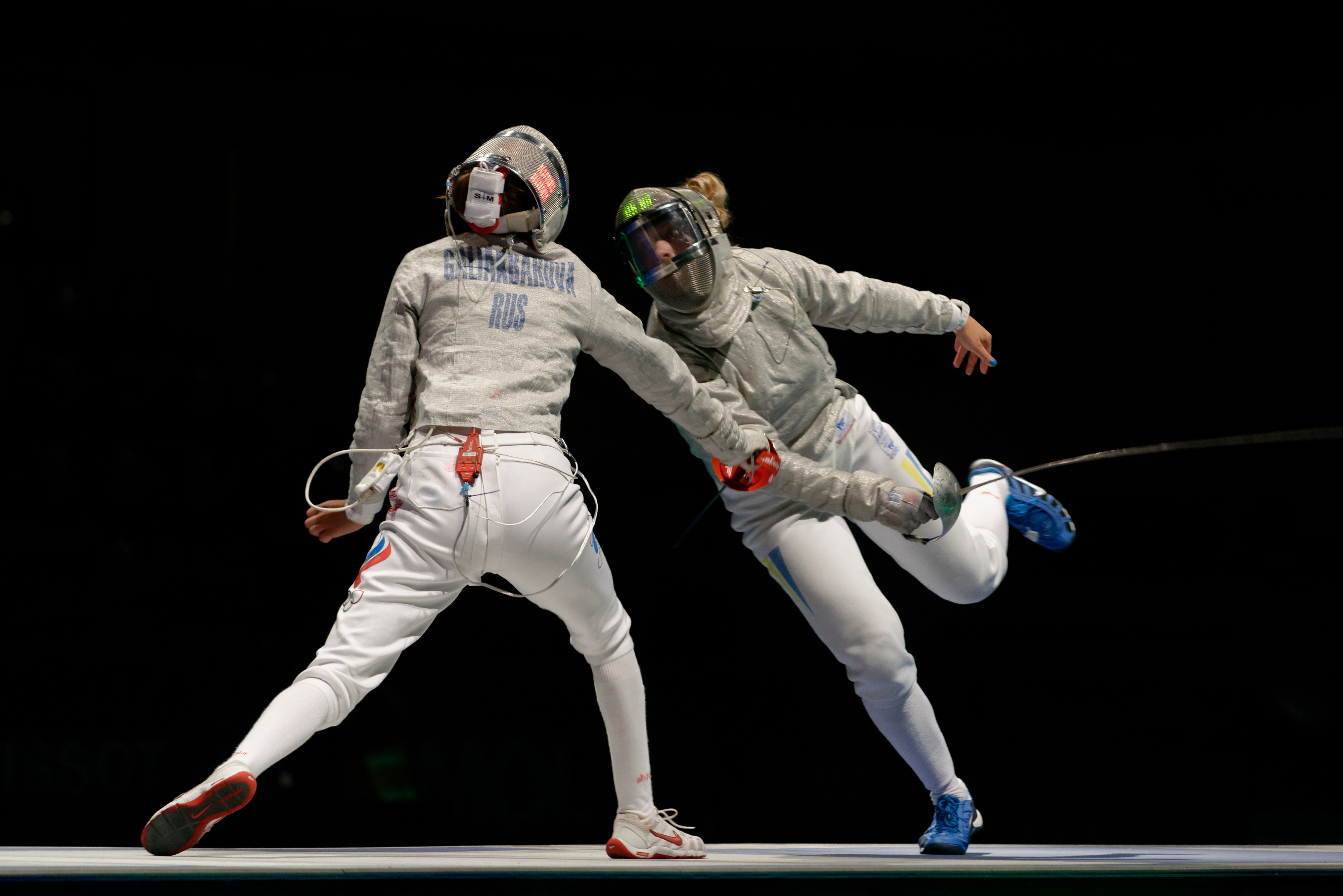
Kharlan (P) có điểm trước vận động viên người Nga Dina Galiakbarova trong trận chung kết kiếm chém đồng đội nữ giải Vô địch Thế giới năm 2013.

Cô kết hôn với vận động viên kiếm chém người Ukraina Dmytro Boiko vào năm 2014. Sau đó họ ly hôn. Cô hiện đang hẹn hò với vận động viên kiếm chém Olympic người Ý Luigi Samele và họ sống ở Bologna, Ý.

## Sự nghiệp đấu kiếm

### 2016–22; Thế vận hội Olympic và giải vô địch thế giới
Tại Thế vận hội Mùa hè 2016 ở Rio de Janeiro, Brazil, cô đã vượt qua đối thủ người Pháp Manon Brunet để giành huy chương đồng với tỷ số 15–10, và trong phần thi đồng đội, cô đã giành được huy chương bạc. Cô đã giành được cả huy chương đồng cá nhân và huy chương đồng đồng đội tại Giải vô địch đấu kiếm châu Âu 2016 tại Toruń, Ba Lan. Trong năm 2015–16, Kharlan xếp hạng thứ 3 thế giới ở nội dung kiếm chém nữ.
Tại Giải vô địch đấu kiếm thế giới 2017 tại Leipzig, Đức, cô đã giành được huy chương vàng cá nhân. Kharlan đã giành huy chương bạc đồng đội tại Giải vô địch đấu kiếm châu Âu 2018 ở Novi Sad, Serbia. Trong năm 2017–18, cô xếp hạng nhất thế giới ở nội dung kiếm chém nữ.
Tại Giải vô địch đấu kiếm thế giới 2019 ở Budapest, Hungary, Kharlan đã giành chiến thắng 15–14 trước Sofya Velikaya của Nga trong trận chung kết kiếm chém nữ; đó là danh hiệu vô địch thế giới thứ sáu của Kharlan. Cô đã giành huy chương vàng cá nhân tại Giải vô địch đấu kiếm châu Âu 2019 tại Düsseldorf, Đức. Trong năm 2018–19, cô đứng thứ 2 thế giới ở nội dung kiếm chém nữ.
Tại Thế vận hội Olympic 2020 ở Tokyo, Nhật Bản, Kharlan đã thua Yang Hengyu của Trung Quốc ở vòng đầu tiên. Trong năm 2019–20, cô xếp hạng nhất thế giới ở nội dung kiếm chém nữ.
Vào năm 2020–21, cô lần thứ năm trong sự nghiệp xếp hạng nhất thế giới ở nội dung kiếm chém nữ. Kharlan đã giành được huy chương đồng đồng đội tại Giải vô địch đấu kiếm châu Âu 2022 tại Antalya, Thổ Nhĩ Kỳ.

### 2023–nay

#### Thế vận hội Mùa hè 2024

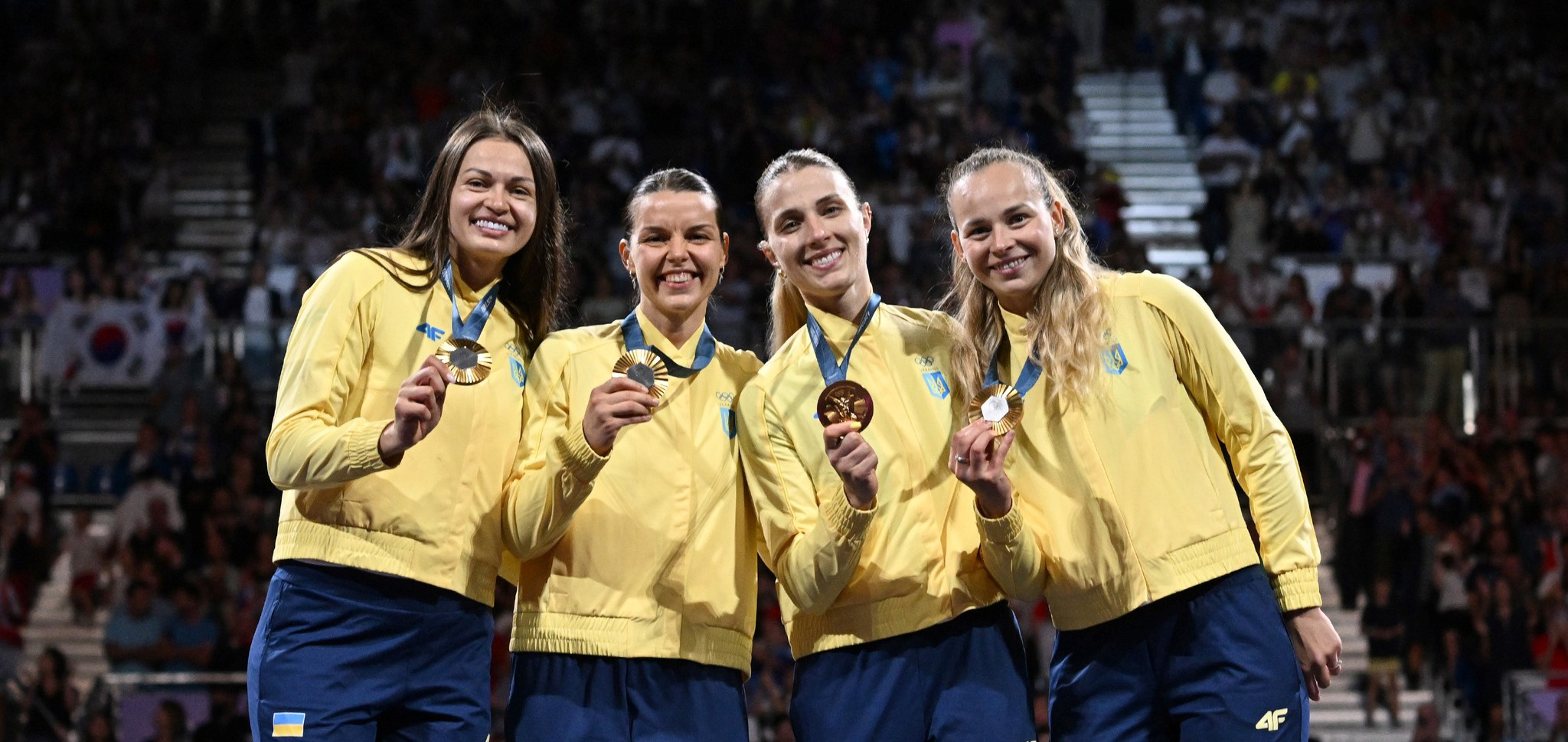
Kharlan cùng đồng đội ăn mừng chiến thắng kiếm chém đồng đội nữ tại Paris 2024

Kharlan đã đánh bại Choi Se-bin của Hàn Quốc trong trận tranh huy chương đồng kiếm chém cá nhân nữ vào ngày 29 tháng 7, giành huy chương đầu tiên cho Ukraina tại Paris 2024. Cô dành tặng huy chương đồng của mình cho những người lính và vận động viên Ukraina bị Nga giết chết. Với việc giành được chiếc huy chương này, cô trở thành nữ vận động viên Olympic người Ukraina đầu tiên giành được huy chương tại bốn Thế vận hội Olympic khác nhau.

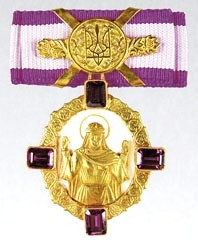
Order of Princess Olga, First Class

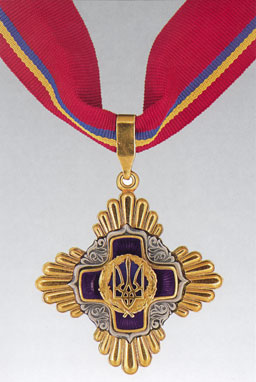
Ukrainian Order of Merit, first class

Kharlan trở thành vận động viên Olympic người Ukraina được trao nhiều huy chương nhất, vượt qua vận động viên bơi lội Yana Klochkova khi cô và các đồng đội vào chung kết nội dung kiếm chém đồng đội nữ. Đội của cô đã đánh bại Hàn Quốc, phần lớn là do Kharlan ghi được 22 điểm chạm, và giành huy chương vàng đầu tiên cho Ukraina tại Thế vận hội Mùa hè 2024.

## Thành tích huy chương

### Thế vận hội
| Năm  | Địa điểm               | Nội dung              | Thứ hạng |
| ---- | ---------------------- | --------------------- | -------- |
| 2008 | Beijing, Trung Quốc    | Kiếm chém nữ đồng đội | Nhất     |
| 2012 | London, Vương Quốc Anh | Kiếm chém nữ cá nhân  | Ba       |
| 2016 | Rio de Janeiro, Brazil | Kiếm chém nữ cá nhân  | Ba       |
| 2016 | Rio de Janeiro, Brazil | Kiếm chém nữ đồng đội | Nhì      |
| 2024 | Paris, Pháp            | Kiếm chém nữ cá nhân  | Ba       |
| 2024 | Paris, Pháp            | Kiếm chém nữ đồng đội | Nhất     |

### Giải vô địch thế giới
| Năm  | Địa điểm              | Nội dung              | Thứ hạng |
| ---- | --------------------- | --------------------- | -------- |
| 2007 | Saint Petersburg, Nga | Kiếm chém nữ đồng đội | Nhì      |
| 2009 | Antalya, Thổ Nhĩ Kỳ   | Kiếm chém nữ cá nhân  | Nhì      |
| 2009 | Antalya, Thổ Nhĩ Kỳ   | Kiếm chém nữ đồng đội | Nhất     |
| 2010 | Paris, Pháp           | Kiếm chém nữ cá nhân  | Nhì      |
| 2010 | Paris, Pháp           | Kiếm chém nữ đồng đội | Nhì      |
| 2011 | Catania, Ý            | Kiếm chém nữ cá nhân  | Ba       |
| 2011 | Catania, Ý            | Kiếm chém nữ đồng đội | Nhì      |
| 2012 | Kyiv, Ukraina         | Kiếm chém nữ đồng đội | Nhì      |
| 2013 | Budapest, Hungary     | Kiếm chém nữ cá nhân  | Nhất     |
| 2013 | Budapest, Hungary     | Kiếm chém nữ đồng đội | Nhất     |
| 2014 | Kazan, Nga            | Kiếm chém nữ cá nhân  | Nhất     |
| 2014 | Kazan, Nga            | Kiếm chém nữ đồng đội | Ba       |
| 2015 | Moscow, Nga           | Kiếm chém nữ đồng đội | Nhì      |
| 2017 | Leipzig, Đức          | Kiếm chém nữ cá nhân  | Nhất     |
| 2019 | Budapest, Hungary     | Kiếm chém nữ cá nhân  | Nhất     |

### Giải vô địch châu Âu
| Năm  | Địa điểm                  | Nội dung              | Thứ hạng |
| ---- | ------------------------- | --------------------- | -------- |
| 2007 | Ghent, Bỉ                 | Kiếm chém nữ đồng đội | Nhì      |
| 2008 | Kyiv, Ukraina             | Kiếm chém nữ đồng đội | Nhì      |
| 2009 | Plovdiv, Bulgaria         | Kiếm chém nữ cá nhân  | Nhất     |
| 2009 | Plovdiv, Bulgaria         | Kiếm chém nữ đồng đội | Nhất     |
| 2010 | Leipzig, Đức              | Kiếm chém nữ đồng đội | Nhất     |
| 2011 | Sheffield, Vương Quốc Anh | Kiếm chém nữ cá nhân  | Nhất     |
| 2011 | Sheffield, Vương Quốc Anh | Kiếm chém nữ đồng đội | Nhì      |
| 2012 | Legnano, Ý                | Kiếm chém nữ cá nhân  | Nhất     |
| 2012 | Legnano, Ý                | Kiếm chém nữ đồng đội | Nhì      |
| 2013 | Zagreb, Croatia           | Kiếm chém nữ cá nhân  | Nhất     |
| 2013 | Zagreb, Croatia           | Kiếm chém nữ đồng đội | Nhì      |
| 2014 | Strasbourg, Pháp          | Kiếm chém nữ cá nhân  | Nhất     |
| 2014 | Strasbourg, Pháp          | Kiếm chém nữ đồng đội | Ba       |
| 2015 | Montreux, Thụy Sĩ         | Kiếm chém nữ đồng đội | Ba       |
| 2016 | Toruń, Ba Lan             | Kiếm chém nữ cá nhân  | Ba       |
| 2016 | Toruń, Ba Lan             | Kiếm chém nữ đồng đội | Ba       |
| 2018 | Novi Sad, Serbia          | Kiếm chém nữ đồng đội | Nhì      |
| 2019 | Düsseldorf, Đức           | Kiếm chém nữ cá nhân  | Nhất     |

### Grand Prix
| Ngày       | Địa điểm              | Nội dung             | Thứ hạng |
| ---------- | --------------------- | -------------------- | -------- |
| 2006-02-24 | Budapest, Hungary     | Kiếm chém nữ cá nhân | Ba       |
| 2008-03-20 | Algiers, Algeria      | Kiếm chém nữ cá nhân | Ba       |
| 2009-02-06 | Orléans, Pháp         | Kiếm chém nữ cá nhân | Nhì      |
| 2009-02-15 | Moscow, Nga           | Kiếm chém nữ cá nhân | Nhất     |
| 2009-03-13 | Foggia, Ý             | Kiếm chém nữ cá nhân | Ba       |
| 2010-02-05 | Orléans, Pháp         | Kiếm chém nữ cá nhân | Nhất     |
| 2010-03-12 | Lamezia Terme, Ý      | Kiếm chém nữ cá nhân | Nhất     |
| 2010-03-19 | Tunis, Tunisia        | Kiếm chém nữ cá nhân | Nhất     |
| 2010-05-28 | Tianjin, Trung Quốc   | Kiếm chém nữ cá nhân | Nhì      |
| 2011-03-26 | Moscow, Nga           | Kiếm chém nữ cá nhân | Ba       |
| 2011-05-21 | Tianjin, Trung Quốc   | Kiếm chém nữ cá nhân | Ba       |
| 2012-03-16 | Moscow, Nga           | Kiếm chém nữ cá nhân | Ba       |
| 2013-02-01 | Orléans, Pháp         | Kiếm chém nữ cá nhân | Nhất     |
| 2013-03-22 | Moscow, Nga           | Kiếm chém nữ cá nhân | Nhất     |
| 2014-01-31 | Orléans, Pháp         | Kiếm chém nữ cá nhân | Nhất     |
| 2014-05-24 | Beijing, Trung Quốc   | Kiếm chém nữ cá nhân | Nhất     |
| 2014-12-13 | New York City, Hoa Kỳ | Kiếm chém nữ cá nhân | Nhất     |
| 2015-03-28 | Seoul, Hàn Quốc       | Kiếm chém nữ cá nhân | Nhất     |
| 2015-05-29 | Moscow, Nga           | Kiếm chém nữ cá nhân | Nhất     |
| 2016-05-28 | Moscow, Nga           | Kiếm chém nữ cá nhân | Nhất     |
| 2017-12-15 | Cancún, Mexico        | Kiếm chém nữ cá nhân | Nhất     |
| 2018-03-30 | Seoul, Hàn Quốc       | Kiếm chém nữ cá nhân | Nhất     |
| 2019-02-22 | Cairo, Ai Cập         | Kiếm chém nữ cá nhân | Ba       |
| 2019-04-26 | Seoul, Hàn Quốc       | Kiếm chém nữ cá nhân | Nhất     |
| 2020-01-10 | Montreal, Canada      | Kiếm chém nữ cá nhân | Nhất     |